# Lê Minh Nam
Lê Minh Nam là chính trị gia người Việt Nam. Ông hiện là Đại biểu Quốc hội Việt Nam khóa XV nhiệm kì 2021-2026 thuộc đoàn Đại biểu Quốc hội tỉnh Hậu Giang,  Ủy viên Thường trực Ủy ban Tài chính - Ngân sách Quốc hội, Phó Chủ tịch Thường trực Hội đồng khoa học Kiểm toán nhà nước, Ủy viên Ban Chấp hành Hội khoa học kinh tế Hà Nội.